# Connomyia tsacasi
Connomyia tsacasi är en tvåvingeart som beskrevs av Jason Gilbert Hayden Londt 1993. Connomyia tsacasi ingår i släktet Connomyia och familjen rovflugor.
Artens utbredningsområde är Kongo. Inga underarter finns listade i Catalogue of Life.